# Ataxolepis
Ataxolepis es un género de peces cetomimiformes de la familia cetomímidos, distribuidos por aguas profundas batipelágicas del océano Pacífico.
Su nombre viene del griego a (sin), taxis (disposición) y lepis (escama), por la ausencia de escamas en su flácida piel, con una longitud máxima de poco más de 4 cm.

## Especies
Se reconocen las siguientes especies:
- Ataxolepis apus (Myers y Freihofer, 1966) - Pez-ballena de Indonesia.
- Ataxolepis henactis (Goodyear, 1970) - Pez-ballena de Panamá.[3]